# Élections fédérales canadiennes de 2021 dans les territoires du Nord canadien
Les élections fédérales canadiennes de 2021 dans les Territoires canadiens ont lieu le 20 septembre 2021, comme dans le reste du Canada. Les Territoires sont représentées par 3 députés à la Chambre des communes, soit le même nombre que lors des élections fédérales canadiennes de 2019 dans les territoires.

## Résultats par parti

### Résultats généraux
| Parti                    | Parti                            | Voix   | %     | +/-  | Sièges | +/-           |
| ------------------------ | -------------------------------- | ------ | ----- | ---- | ------ | ------------- |
|                          | Parti libéral (PLC)              | 14 446 | 35,34 | 0,02 | 2      | en stagnation |
|                          | Nouveau Parti démocratique (NPD) | 12 395 | 30,32 | 4,7  | 1      | en stagnation |
|                          | Parti conservateur (PCC)         | 8 332  | 20,38 | 8,64 | 0      | en stagnation |
|                          | Indépendants                     | 4 430  | 10,84 | Nv   | 0      | Nv            |
|                          | Parti vert (PVC)                 | 1 274  | 3,12  | 5,67 | 0      | en stagnation |
|                          |                                  |        |       |      |        |               |
| Suffrages exprimés       | Suffrages exprimés               | 40 877 |       |      |        |               |
| Votes blancs ou nuls     |                                  |        |       |      |        |               |
| Total                    | Total                            |        | 100   | -    | 3      | en stagnation |
| Abstention               |                                  |        |       |      |        |               |
| Inscrits / participation | Inscrits / participation         | 81 731 | 50,01 |      |        |               |

### Élus
| Circonscriptions          | Député sortant | Député sortant  | Député gagnant | Député gagnant |
| ------------------------- | -------------- | --------------- | -------------- | -------------- |
| Nunavut                   |                | Mumilaaq Qaqqaq |                | Lori Idlout    |
| Territoires du Nord-Ouest |                | Michael McLeod  | Michael McLeod | Michael McLeod |
| Nunavut                   |                | Larry Bagnell   |                | Brendan Hanley |